# حسين إبراهيم (لاعب كرة قدم)
حسين إبراهيم هو لاعب كرة قدم لبناني، ولد في 13 مارس 1993 في برج البراجنة في لبنان.